# Dorfacker
Dorfacker ist ein Gemeindeteil von Kranzberg im oberbayerischen Landkreis Freising. Der Weiler liegt circa zwei Kilometer nordöstlich von Kranzberg.

## Geschichte
Dorfacker wird als Dorfacchara zwischen 1034 und 1041 erstmals in den Traditionen des Klosters Tegernsee genannt, als die Edle Altom von Dorfacker eine Magd als Zinspflichtige dem Kloster überträgt. 

## Baudenkmäler

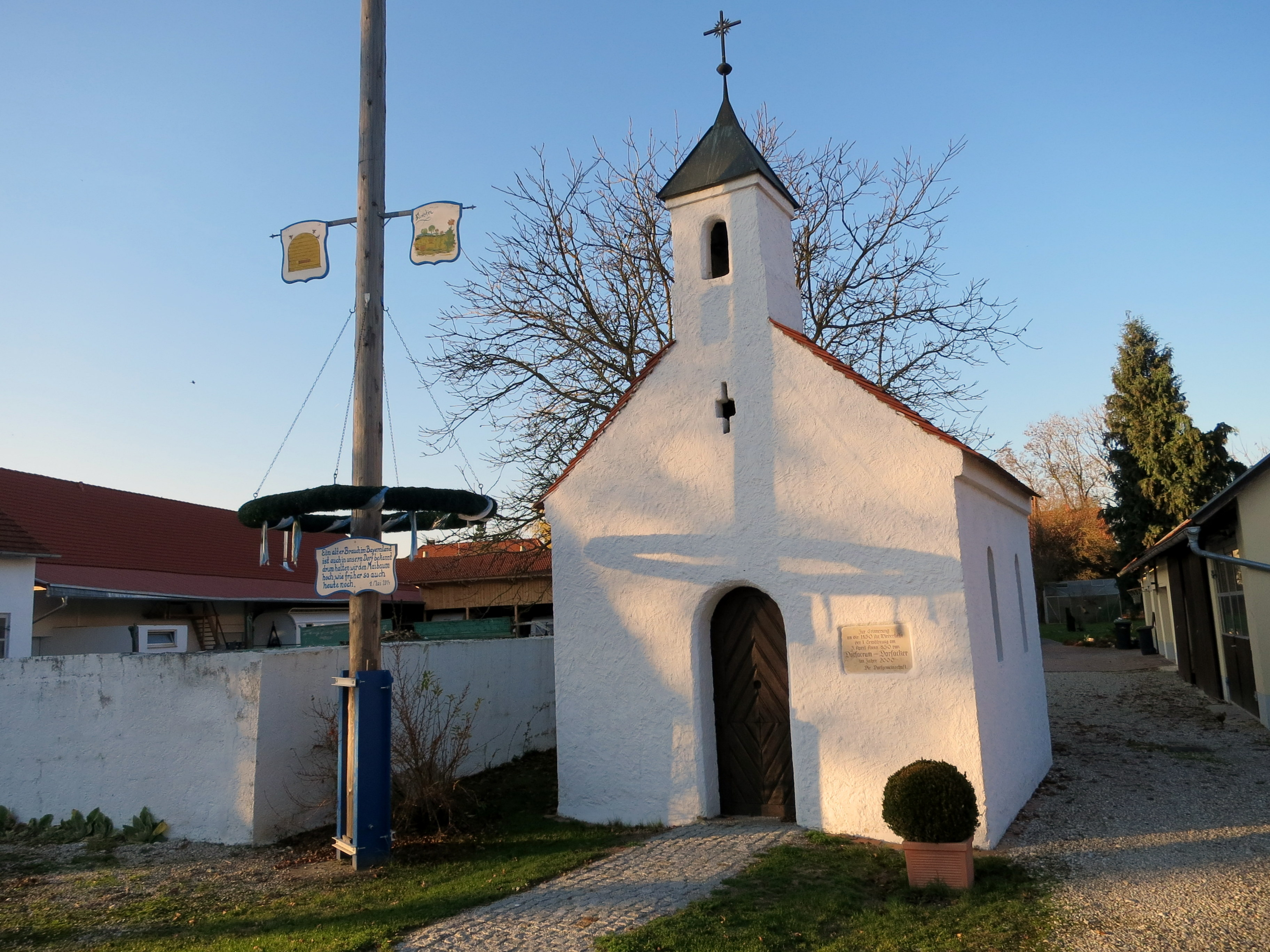
Kapelle in Dorfacker

- Kapelle aus dem 18. bzw. Anfang des 19. Jahrhunderts

Siehe auch: Liste der Baudenkmäler in Dorfacker